# SN 2004db
SN 2004db – supernowa typu Ia odkryta 28 czerwca 2004 roku w galaktyce NGC 7377. W momencie odkrycia miała maksymalną jasność 17,80m.